# Varensell (Adelsgeschlecht)

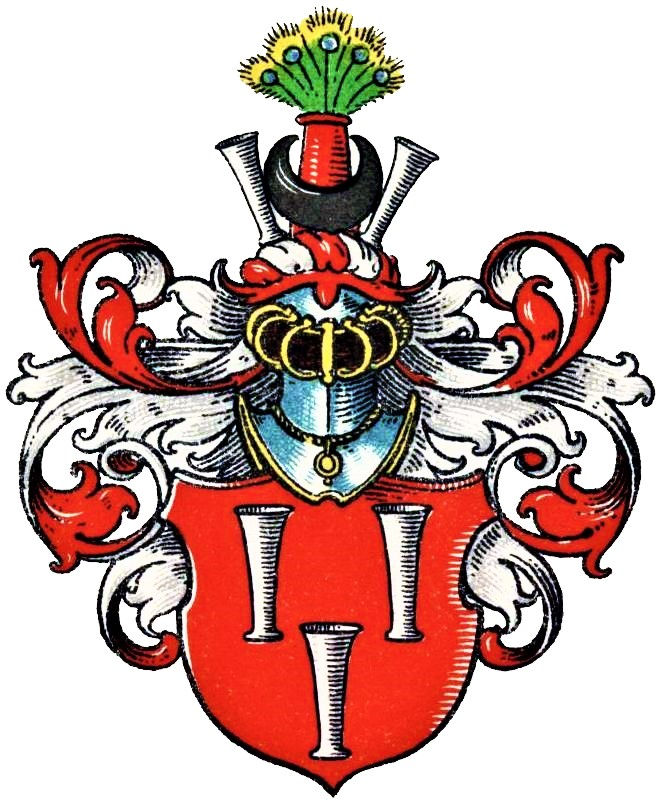
Wappen derer von Varensell im Wappenbuch des Westfälischen Adels

Varensell (auch: Varenseel, Varensel, Varensele, Varensels o. ä.) ist der Name eines westfälischen Adelsgeschlechts.

## Geschichte
Der namensgebende Stammsitz des Geschlechts war Varensell, eine Ortschaft von Rietberg.
Ein Everhard von Varensell erscheint bereits 1317, ein Otto von Varensell 1342. 1393 kauften die Brüder und Knappen Evert und Dietrich Varensell das Haus to der Wyden, das Haus to dem Bossebene, die Mühlen zu Varensell und den Buschkotten nebst Zubehör im Kirchspiel Neuenkirchen. Evert von Varensell war 1401 Burgmann zum Reckenberg. Wolter Varensell und seine Frau Elseke verkauften 1429 Erbstücke an das Kloster Marienfeld. Dietrich von Varensell († 1512) war Domherr zu Paderborn. Er und seine Brüder Johann, Rembert und Friedrich, Söhne des 1460 bereits verstorbenen Walter von Varensell, verkauften 1482 ein Gut zu Wiedenbrück an das Kloster Marienfeld. Die Brüder hatten drei Schwestern: Menseken, Petronella und Heilweig.
Die Familie erlosch im Mannesstamm mit dem Tod von Walter von Varensell. Max von Spießen berichtet, dass dieser 1544 noch lebte. Doch schon 1532 erscheint er als verstorben.

## Persönlichkeiten

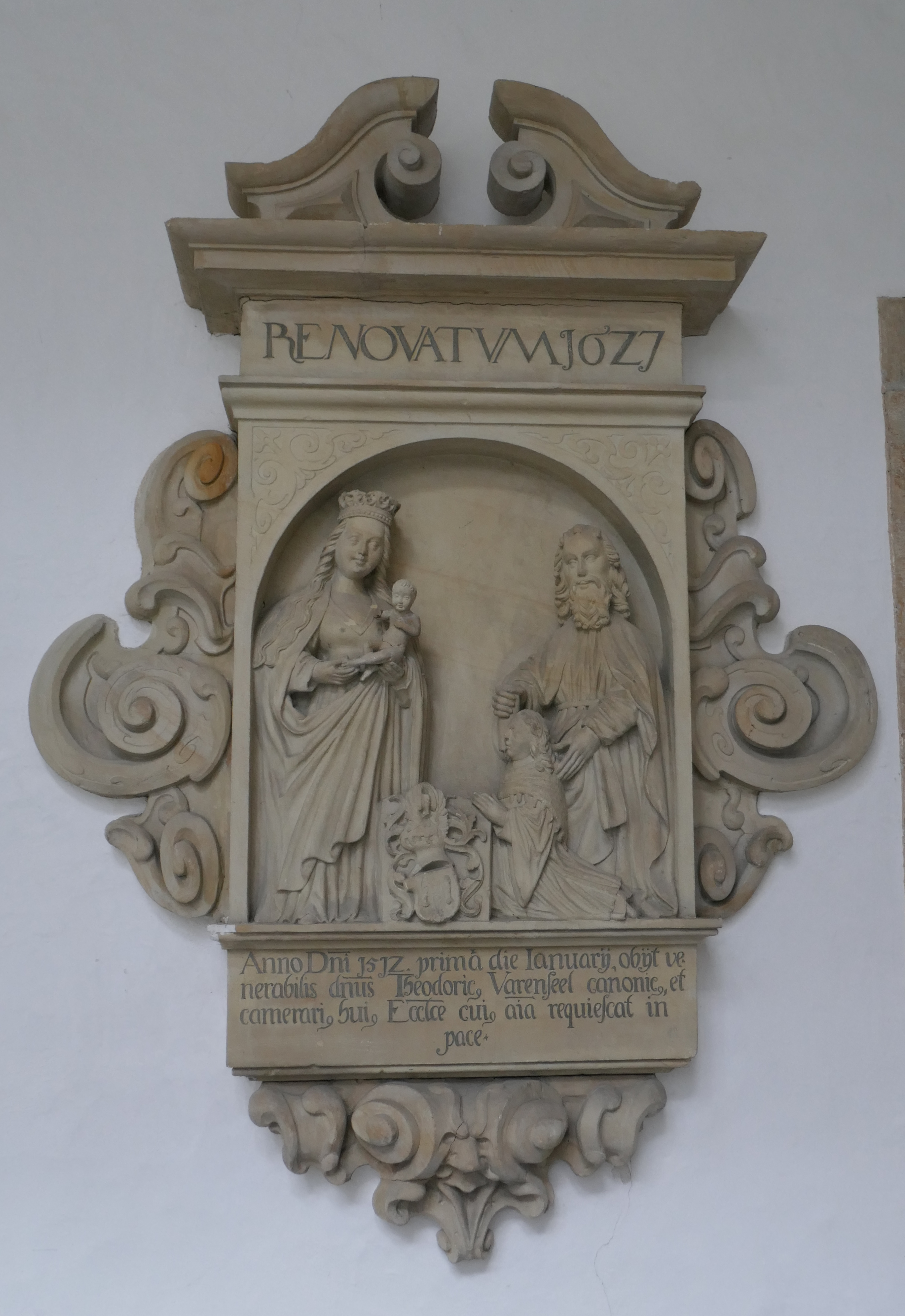
Epitaph des Domherren Dietrich von Varensell († 1512)

- Dietrich von Varensell († 1512), 1471–1512 Domherr zu Paderborn und Domkämmerer

## Wappen
Blasonierung: In Rot drei (2:1) hohe silberne Trinkgefäße. Auf dem rot-silbern bewulsteten Helm ein liegender schwarzer Halbmond (Spitzen nach oben), begleitet von zwei hohen silbernen Bechern. Hinter dem Halbmond ein grüner Pfauenwedel mit rotem Griff. Die Helmdecken sind rot-silbern.
Der Ort Varensell nahm das rot-silberne Wappen der Herren von Varensell als Ortswappen an.
Anton Fahne berichtet abweichend, dass der Schild silbern und die „Gläser“ blau tingiert seien. Auf dem Helm stehe ein offener silberner Flug, auf jedem Flügel ein blaues Glas und ein drittes mitten zwischen den Flügeln.